# Ахмет Агаоглу
Ахмед бек Агаоглу (Агаєв) (азерб. Əhməd bəy Ağaoğlu),(нар. грудень 1868 — пом. 19 травня 1939) — відомий азербайджанський державний діяч, журналіст і тюрколог.

## Біографія
Ахмет-бек Агаєв народився в 1865 році в місті Шуша в аристократичній родині. За традиціями свого роду отримав богословську освіту, знання арабської та фарсі. Початкову освіту він отримав у Шушінському ліцеї. Після закінчення Тифліської гімназії, в 1887 році Ахмет-бек продовжив навчання в Петербурзькому політехнічному інституті.
У 1888 році він переїхав до Парижу і почав навчання в Школі східних мов Коледжу де Франс (Сорбонна). Одночасно він писав статті в ісламознавчих та політичних виданнях. Агаєв стає кореспондентом по Персії в знаменитому французькому політичному виданні «Journal des débats». У 1894 році Ахмет-бек брав участь у IX Східнознавчому конгресі в Лондоні, де виступав з аналізом релігійного життя Ірану і оповіданням про Салмана Пака.
Ранні роботи Агаєв, головним чином, мали проіранську і антиоттоманську спрямованість, спочатку Агаєв вважав, що Іран повинен очолити мусульманський світ.
У своїх статтях Ахмет бек Агаоглу закликав мусульманський світ повернутися до ідей прогресу і творчого духу перших століть хіджри, коли мусульманський світ відрізняло безмежне інтелектуальне змагання.
У 1894 році повернувшись до Карабаху, Ахмет бек Агаоглу викладав французьку мову в реальному училищі міста Шуша. У 1897 році переїхавши до Баку, він продовжив свою педагогічну роботу і видавав газету «Каспій». З січня 1904 року Агаоглу став одним з редакторів газети «Хаят». Також брав участь у створенні низки газет, таких як «Іршад» в 1905 році і «Тарагги» в 1908 році.
В Азербайджані Агаоглу почав еволюціонувати в напрямку пантюркізму, що особливо проявилося в його статтях в газеті «Каспій».
Ахмет бек Агаоглу також займався літературною критикою, опублікував низку статей про літературу та театр. Ним були написані: «Твори Гаджі Сеїда Азіма», «Отелло Шекспіра», «Розбійники Шіллера», «Горький та мусульманство», «Татарин Аслан» з п'єси Горького «На дні».
Під час російської революції 1905—1907 років Ахмет-бек став одним з лідерів громадського руху. 8 квітня 1905 року на квартирі батька політичного руху російських мусульман Габдеррашида Ібрагіма в Петербурзі зібралися Гаяз Максудов, Ібніамін Ахтямов з Уфи, Ахмет бек Агаоглу, Алімардан-бек Топчибашев, Алі бек Гусейнзаде. Вони прийняли рішення про створення єдиного духовного управління для всіх мусульман Росії. Агаоглу був одним з активних учасників I Всеросійського мусульманського з'їзду, що пройшов у Нижньому Новгороді 15 серпня 1905 року, в ході якого був створений союз Іттіфак аль-Муслімін. У жовтні 1905 року він працює над створенням програми мусульманської партії. Очолювана Агаєвим газета «Іршад» швидко досягає накладу 3 000 примірників і перетворюється на одну з найбільш популярних азербайджанських газет. У цьому ж році Ахмет бек Агаоглу разом з іншими діячами в Гянджі створює організацію «Дифаї» для боротьби з дашнакцютюнами.
У 1909 році Ахмет-бек переїхав до Туреччини, де брав активну участь у визвольному русі, працюючи в середньому ешелоні урядового апарату і продовжуючи журналістську роботу в турецьких газетах. Його статті виходять у журналах «Тюрк йорду» і «Тарджеман і-хакікат». Він закликав тюркські народи забезпечити створення сильної держави. У 1911 році він висунув теорію про аналогічність процесу створення тюркської нації російських мусульман зі створенням націй-держав у Європі. Найважливішими процесами, що призвели до єдності мусульманських народів Росії, Ахмет-бек вважав культурну та мовну єдність і створення класів всередині суспільства російських мусульман.
У 1915 році увійшов до складу створеного «Комітету із захисту прав тюрко-татар мусульман Росії». Спочатку Комітет вимагав відновлення представництва всіх мусульман в Державній думі, релігійної автономії, створення національних світських шкіл і права для татар володіти нерухомістю в Туркестані. У травні 1916 року цей Комітет об'єднався з «Лігою корінних народів Росії».
Влітку 1918 року Агаєва призначили радником командувача Кавказької ісламської армії Нурі Паші. На цій посаді він перебував в Азербайджані. Після виведення турецьких військ з Баку наприкінці 1918 року, він залишився в Азербайджані. У 1919 році Ахмет-бек був одним з членів азербайджанської делегації на Паризькій мирній конференції. Однак на шляху до Парижу, його заарештували у Стамбулі, окупаційна британська влада, що вважали, що він дуже тісно пов'язаний з лідерами руху за звільнення Туреччини, який активно зростав. Його заслали на Мальту. Азербайджанський більшовик Наріман Наріманов спробував повернути Ахмет-бека до Азербайджану і запрошував його на високу посаду в середовищі комуністів.
Однак, Мустафа Кемаль Ататюрк звільнив Агаоглу і він виїхав до Туреччини. У 1921 році Ахмет-бек став редактором офіційного органу анкарського уряду — газети «Хакіміет-і-мілліє». Пізніше він став директором головного управління преси. Ахмет-бек був обраний депутатом великих національних зборів Туреччини від Карса. 8 серпня 1930 року Агаоглу створив «Вільну партію», але розпускає її 17 листопада того ж року.

## Родина
У Ахмет-бека Агаєва було семеро дітей. Перші двоє — Везір та Башир померли ще в дитинстві. Решта — Сурайя, Тезер (Тезе-ханум), Абдуррахман, Самед і Гюльтекін — здобули популярність в Туреччині.